# 김형두 (법조인)
김형두(金炯枓, 1965년 10월 17일~)는 대한민국의 법조인으로 헌법재판소 재판관(2023. 3.~)이자 헌법재판소장 권한대행(2025. 4. 19.~2025. 7. 23.)이었다. 대한민국 법원에서 판사로 근무하며 제2대 사법정책연구원 수석연구위원과 제34대 법원행정처 차장을 지냈다.

## 생애
전북특별자치도 정읍시 출신으로 전주남중학교, 동암고등학교를 졸업하고 서울대학교 법학과에 재학 중인 1987년 사법시험에 합격했으며, 공군법무관을 마친 뒤 1993년 서울지방법원 의정부지원에서 판사 생활을 시작했다. 다양한 분야에서의 재판업무를 경험하였고, 해박한 법률지식과 사법행정 능력을 갖춘 법관이라는 평가를 받았다. 성향은 보수 또는 진보가 아닌 중도로 평가받고 있다. 헌법재판소 재판관 후보자로 지명된 뒤, 국회 인사청문회를 무사 통과하여 2023년 3월 31일에 헌법재판소 재판관으로 취임하였다.

## 학력
- 전주남중학교
- 동암고등학교
- 서울대학교 법과대학 법학과 학사

## 경력
- 1987년: 제29회 사법시험 합격
- 1990년: 사법연수원 제19기 수료
- 1993년: 서울지방법원 의정부지원 판사
- 1995년~1997년: 서울지방법원 판사
- 1997년~1999년: 대전지방법원 홍성지원 판사
- 1998년: 일본 도쿄 대학 객원연구원
- 1999년~2000년: 대전고등법원 판사
- 2000년~2001년: 수원지방법원 여주지원 판사
- 2000년: 미국 컬럼비아 대학교 로스쿨 객원연구원
- 2001년: 서울지방법원 판사 겸 사법정책연구심의관
- 2002년: 대법원 사법정책연구심의실 심의관 판사
- 2002년: 서울고등법원 판사
- 2002년~2004년: 법원행정처 사법정책연구심의관
- 2004년~2005년: 법원행정처 송무제도연구법관
- 2004년~2006년: 서울고등법원 판사
- 2005년~2006년: 법원행정처 사법정책연구심의관
- 2006년~2008년: 대법원 재판연구관
- 2008년~2009년: 춘천지방법원 강릉지원 지원장
- 2009년~2011년: 서울중앙지방법원 부장판사
- 2012년: 서울동부지방법원 부장판사
- 2012년~2014년: 특허법원 부장판사
- 2014년~2015년: 서울고등법원 부장판사
- 2015년~2017년: 제2대 사법정책연구원 수석연구위원
- 2016년: 대법원 사법정보화발전위원회 위원
- 2017년~2018년: 서울중앙지방법원 민사제2수석부장판사
- 2018년~2021년: 서울고등법원 부장판사
- 2021년~2023년: 제34대 법원행정처 차장
- 2021년 4월: 세월호 참사 진상규명을 위한 특별검사 후보 추천위원회 위원
- 2023년~2023년: 서울고등법원 부장판사
- 2023년~: 헌법재판소 재판관
- 2025년~2025년: 헌법재판소장 권한대행

## 가족
- 배우자: 이계은
- 자녀: 2남